# Fritz-Bauer-Preis
Der Fritz-Bauer-Preis der Humanistischen Union wurde 1968 gestiftet in Erinnerung an ihren Mitbegründer Fritz Bauer, den langjährigen Generalstaatsanwalt von Hessen und sozial engagierten Juristen. Mit diesem Preis ehrt die Humanistische Union „Verdienste um die Humanisierung, Liberalisierung und Demokratisierung des Rechtswesens“. Frauen und Männer werden ausgezeichnet, die „unbequem und unerschrocken der Gerechtigkeit und Menschlichkeit Geltung verschaffen“.
2014 stiftete Bundesjustizminister Heiko Maas den „Fritz Bauer Studienpreis für Menschenrechte und juristische Zeitgeschichte“ für juristische Doktorarbeiten, die sich mit Fritz Bauer, seinem Werk oder seinen Lebensthemen befassen. Er wird alle zwei Jahre durch das Bundesministerium der Justiz verliehen. Bereits seit 2013 wird durch das Eberhard-Ludwigs-Gymnasium Stuttgart, wo Bauer sein Abitur abgelegt hat, der "Fritz-Bauer-Preis für soziales Engagement" verliehen, den die Juristin Herta Däubler-Gmelin ins Leben gerufen hatte.

## Preisträger des Fritz-Bauer-Preises
- 2023: Beschwerdeführer[3] im Klimaverfahren vor dem BVerfG (Klimabeschluss)[4][5]
- 2021: netzpolitik.org[6]
- 2018 Hans-Christian Ströbele
- 2016 Gefangenengewerkschaft/Bundesweite Organisation
- 2014 Edward Snowden
- 2012 Joachim Perels
- 2010 Helmut Kramer
- 2008 Klaus Waterstradt
- 2006 Burkhard Hirsch
- 2004 Susanne von Paczensky
- 2003 Dieter Schenk
- 2001 Erstunterzeichnende des „Fahnenflucht-Aufrufs“ zum Kosovo-Krieg
- 2000 Regine Hildebrandt
- 1999 Helga Seibert
- 1998 Günter Grass
- 1996 Hanne Vack und Klaus Vack
- 1995 Hans Lisken
- 1993 Erwin Fischer
- 1990 Liselotte Funcke
- 1988 Eckart Spoo
- 1986 Ossip K. Flechtheim
- 1985 Rosi Wolf-Almanasreh
- 1984 Ulrich Finckh
- 1983 Erich Küchenhoff
- 1982 Ruth Leuze
- 1981 Ulrich Vultejus
- 1980 Peggy Parnass
- 1978 Gerald Grünwald
- 1977 Heinz D. Stark
- 1976 Werner Hill
- 1975 Helmut Ostermeyer
- 1973 Heinrich Hannover
- 1972 Emmy Diemer-Nicolaus
- 1971 Birgitta Wolf
- 1970 Gustav Heinemann
- 1969 Helga Einsele

## Preisträger des Fritz-Bauer-Studienpreises für Menschenrechte und juristische Zeitgeschichte
- 2017  Katharina Krämer, Franceline Delgado Ariza, Christoph Thiele
- 2015  Arthur v. Gruenewaldt, Andreas Werkmeister